# Receptor de membrana

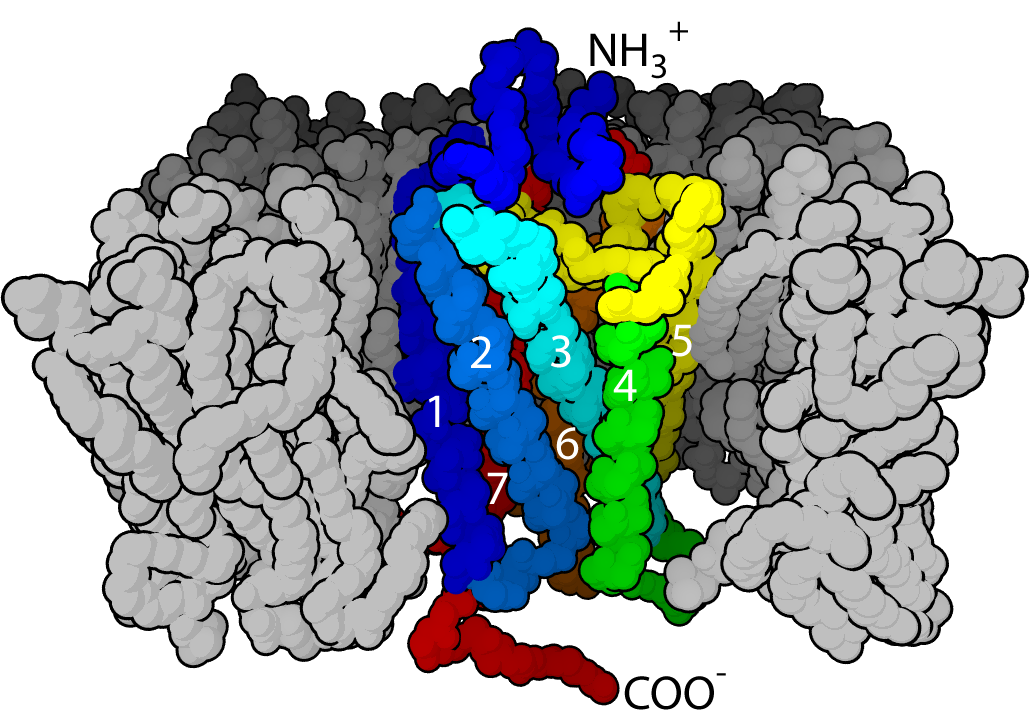
Les set-transmembrana α-helix

Els receptors de la superfície cel·lular (receptors de membrana, receptors transmembrana) són receptors que estan incrustats a les membranes de les cèl·lules. Actuen en la senyalització cel·lular mitjançant la recepció (unió a) molècules extracel·lulars. Són proteïnes integrals integrades de membrana que permeten la comunicació entre la cèl·lula i l'espai extracel·lular. Les molècules extracel·lulars poden ser hormones, neurotransmissors, citocines, factors de creixement, molècules d'adhesió cel·lular o nutrients; reaccionen amb el receptor per induir canvis en el metabolisme i l'activitat d'una cèl·lula. En el procés de transducció de senyals, l'enllaç de lligands afecta un canvi químic en cascada a través de la membrana cel·lular.